# Prof d'enfer pour un été
Pour plus de détails, voir Fiche technique et Distribution.
Prof d'enfer pour un été (Summer School) est une comédie américaine réalisée par Carl Reiner, sortie en 1987.

## Synopsis
Un jeune professeur de sport, intéressé par les fêtes et les femmes, est obligé d'animer un cours d'anglais durant les vacances d'été...

## Fiche technique
- Titre : Prof d'enfer pour un été
- Titre original : Summer School
- Réalisation : Carl Reiner
- Scénario : Stuart Birnbaum, David Dashev et Jeff Franklin
- Musique : Danny Elfman
- Photographie : David M. Walsh
- Montage : Bud Molin
- Production : George Shapiro et Howard West
- Société de production : Paramount Pictures
- Société de distribution : Paramount Pictures (États-Unis)
- Pays :  États-Unis
- Genre : Comédie
- Durée : 97 minutes
- Dates de sortie : 
  - États-Unis : 22 juillet 1987
  - France : 27 juillet 1988 (sortie limitée en province[1])

## Distribution
- Mark Harmon (VF : Hervé Bellon) : Freddy Shoop
- Kirstie Alley (VF : Françoise Dasque) : Robin Elizabeth Bishop
- Robin Thomas (VF : Jean-Claude Montalban) : Phil Gills
- Patrick Labyorteaux (VF : Jean-François Vlérick) : Kevin Winchester
- Courtney Thorne-Smith (VF : Véronique Rivière) : Pam House
- Dean Cameron (VF : Michel Mella) : Francis "La Trançonneuse" Gremp
- Gary Riley : Dave Frazier
- Shawnee Smith : Rhonda Altobello
- Carl Reiner : M. Dearadorian
- Ken Olandt : Larry Kazamias
- Kelly Jo Minter : Denise Green
- Fabiana Udenio : Anna-Maria Mazarelli
- Richard Steven Horvitz : Alan Eakian
- Duane Davis : Jerome Watkins
- Beau Starr : M. Gremp
- Laura Waterbury : Mme Gremp
- Vivian Bonnell : Mme Green
- Lucy Lee Flippin : Melle Cura
- Francis X. McCarthy : Le Principal Kelban
- Amy Stock-Poynton : Kim
- Robin Kaufman : La sœur de Chainsaw
- Dottie Archibald : Mme Frazier
- Patricia Conklin : Mme Kazamias
- Judy Heinz (VF : Joëlle Fossier) : Mme Altobello
- Michael MacRae : M. Winchester
- Lillian Adams : La grand-mère d'Eakian
- Nels Van Patten : Tommy
- Conroy Gedeon : M. Winnick
- Andrea Howard : Une spectatrice du strip-tease
- Dee Dee Rescher : Une spectatrice du strip-tease
- Tom Troupe : Le juge
- Jeff Silverman : Un examinateur
- Thomas Ryan : Un examinateur
- Bill Capizzi (en) : Le garde de sécurité
- Judy Nagy : L'infirmière
- Courtney Gebhart : Une surfeuse
- Darwyn Swalve : Un détenu
- Prince Hughes : Un détenu
- Terry Logan : Un policier
- Leigh Français : Une étudiante
- Jack Blessing : Un étudiant
- Gigi Vorgan (en) : Uné étudiante
- Lynne Marie Stewart : Une étudiante
- John Stark : Un étudiant
- Susan Elliott : Une étudiante
- Lora Staley : Une étudiante
- Laurie Faso : Une étudiante
- Brian Stevens : Un étudiant
- Gary Imhoff : Un étudiant
- Sara Beth-Lima : Une étudiante
- Reynaldo Silva : Un étudiant

## Commentaires
À noter la présence de plusieurs acteurs ayant acquis une certaine célébrité par la suite : Mark Harmon (Gibbs dans NCIS : Enquêtes spéciales), Kirstie Alley (Allô maman, ici bébé !), Patrick Labyorteaux (La Petite Maison dans la prairie, JAG), Courtney Thorne-Smith (Melrose Place, Ally McBeal) et Shawnee Smith (Saw).